# 滨海省 (肯尼亚)
滨海省（英文：Coast Province）曾是肯尼亚東南部的一個省，首府蒙巴萨（英文：Mombasa）该省与坦桑尼亚接壤。面积83,603平方公里，人口2,487,264（1999年）。2013年分為六個縣：蒙巴薩縣、夸萊縣、基利菲縣、塔納河縣、拉穆縣和泰塔塔維塔縣。

## 行政区划
海岸省分为13个县：
1. Kaloleni District
2. 基利菲县 Kilifi District
3. 基林迪尼县 Kilindini District
4. Kinango District
5. 夸萊县 Kwale District
6. 拉穆县 Lamu District
7. 马林迪县 Malindi District
8. 蒙巴萨县 Mombasa District
9. Msabweni District
10. 泰塔县 Taita District
11. Tana Delta District
12. 塔纳河县 Tana River District
13. 塔维塔县 Taveta District